# 奧克鎮區 (愛荷華州米爾斯縣)
奧克鎮區（英語：Oak Township）是位於美國愛荷華州米爾斯縣的一個行政鎮區。

## 地方資料
根據2010年美國人口普查的數據，奧克鎮區的面積為122.14平方千米，當中陸地面積為121.16平方千米，而水域面積為0.98平方千米。當地共有人口2501人，而人口密度為每平方千米20.48人。